# Acanthephippium parviflorum
Acanthephippium parviflorum är en orkidéart som beskrevs av Justus Carl Hasskarl. Acanthephippium parviflorum ingår i släktet Acanthephippium och familjen orkidéer. Inga underarter finns listade i Catalogue of Life.